# Pandaglandulina
Pandaglandulina es un género de foraminífero bentónico de la subfamilia Nodosariinae, de la familia Nodosariidae, de la superfamilia Nodosarioidea, del suborden Lagenina y del orden Lagenida. Su especie-tipo es Pandaglandulina dinapolii. Su rango cronoestratigráfico abarca desde el Mioceno hasta la Actualidad.

## Clasificación
Pandaglandulina incluye a las siguientes especies:
- Pandaglandulina dinapolii
- Pandaglandulina elongata
- Pandaglandulina funis
- Pandaglandulina spinae